# Hochschule für Musik in Damaskus
Die Hochschule für Musik in Damaskus (arabisch المعهد العالي للموسيقا, DMG al-Maʿhad al-ʿālī li-l-mūsīqā; englisch The High Institute of Music) ist die nationale Musikakademie in Syrien.

## Geschichte
Die Hochschule für Musik wurde 1962 von dem Musikpädagogen und Dirigenten Solhi al-Wadi als Arabisches Musikinstitut gegründet und 1990 per Präsidialerlass in seiner heutigen Form als Konservatorium gegründet. Ziel der Hochschule für Musik ist es, kommende Generationen von Musikern auf die Aufführung klassischer arabischer und westlicher Musik vorzubereiten.
Die Hochschule für Musik bildet Studierende in verschiedenen arabischen und westlichen Musikinstrumenten aus. Zudem werden auch Kurse für Gesang und Chorgesang der arabischen und internationalen Vokalmusik angeboten. Darüber hinaus bietet sie Kurse für zukünftige Komponisten und Bandleader an und bereitet Musikwissenschaftler, insbesondere auf das Studium der arabischen Musik, vor. Die Hochschule für Musik hat Studierende für Musikensembles mit Streich-, Blas- und Schlaginstrumenten, für das Syrische Nationale Symphonieorchester, arabische Musikchöre und Orchester sowie für Operngesang ausgebildet.
Darüber hinaus nimmt die Hochschule für Musik regelmäßig an musikalischen Aktivitäten sowohl in Damaskus als auch in anderen Städten Syriens teil. Die Hochschule für Musik befindet sich im selben Gebäudekomplex wie das Higher Institute of Dramatic Arts neben dem Opernhaus Damaskus am Umayyadenplatz.
Mehrere Absolventen der Hochschule haben Syrien verlassen, oft für Weiterbildungen oder Engagements an Musikveranstaltungen, aber auch seit 2011 auf der Flucht vor dem Bürgerkrieg in Syrien. Seit ihren Anfängen hatte die Hochschule für Musik mehrere Lehrkräfte aus der Sowjetunion und der Russischen Föderation beschäftigt. Unter ihnen war Viktor Babenko, Chordirigent und führender Autor eines Musiklexikons und Harmonielehrbuchs für syrische Musik.
Professionelle Musiker aus Syrien sind bei Konzerten im Nahen Osten, in den USA und in Europa aufgetreten, wie zum Beispiel beim Morgenland Festival Osnabrück. 2004 gründeten die Musiker Kinan Azmeh, Dima Orsho, Issam Rafea und andere ehemalige Absolventen der Hochschule für Musik die Jazz-Fusion-Band Hewar.

## Fachbereiche und Studiengänge
- Fachbereich Streichinstrumente
  - Violine, Viola, Cello, Kontrabass und Gitarre.
- Fachbereich Blas- und Schlaginstrumente
  - Blechblasinstrumente wie Trompeten, Posaune, Waldhorn und Tuba, aber auch Holzblasinstrumente wie Klarinette, Flöte, Oboe und Fagott, orchestrale Schlaginstrumente wie Marimba und Timpani, Xylophon, Vibraphon, Snare drum sowie orientalische Schlaginstrumente und Tabla.
- Fachbereich Klavier
- Institut für Arabische Musik
  - Diese Abteilung ist spezialisiert auf arabische Instrumente wie Oud, Buzuq, Qanun, Nay sowie auf orientalischen Gesang.
- Abteilung für Orchester- und Choraufführungen
  - Studentensinfonieorchester; traditionelle arabische Musikensemble; Streicher, Holz- und Blechbläser.
- Abteilung Kammermusik
- Abteilung für klassischen Gesang
  - Operngesang.
- Fachbereich Musiktheorie und Musikwissenschaft

## Persönlichkeiten
Rektoren
- 1990–2004: Solhi al-Wadi (1934–2007), Gründer und erster Rektor
- 2004–2014: Athil Hamdan, Chellist und zweiter Rektor nach al-Wadi[8]
- 2014–2019: André Maalouli
- seit 2023: Adnan Fathallah[9]

Bekannte Hochschullehrer
- Cynthia Everett Al-Wadi, Klavier
- Missak Baghboudarian, Dirigent, Leiter Orchester- und Chorperformance
- Lubana al-Quntar, Sopranistin, 2003–2011 Leiterin der Opernabteilung[10]
- Issam Rafea, Oud-Spieler und Komponist, 2005–2013 Leiter der Abteilung für arabische Musik, lebt in den USA[11][12]
- Gaswan Zerikly, (Klavier)
- Raad Khalaf, (Violine) Leiter der Abteilung Streichinstrumente
- Viktor Babenko und mehrere Musiker aus Russischer Föderation (Harmonie, Musiktheorie und Chorleitung)
- Anatoly Muratov (Klarinette)
- Vladimir Zaretsky (Klavier)
- Viktor Bunin (Klavier)
- Oleg Ivanov (Klavier)

Bekannte Absolventen
- Dima Orsho, Sopranistin und Komponistin, lebt in den USA[13]
- Kinan Azmeh, Klarinettist und Komponist, lebt in den USA[13]
- Lena Chamamyan, Sopranistin und Songwriterin, lebt in Paris[14]
- Mireille Bittar,  Sopranistin, lebt in Amsterdam
- MAias Alyamani, Geiger und Komponist
- Hassan Taha, Oud- und Hornist, lebt in der Schweiz[15]
- Basel Rajoub, Saxophonist, lebt in der Schweiz
- Rasha Rizk, Sängerin
- Kinan Abou-Afach, Cellist, lebt in den USA
- Shafi Badreddin, Oud-Spieler und Komponist[16]
- Mohannad Nasser, Oud-Spieler und Komponist[17]
- Dania Tabbaa, Pianistin[18]
- Mohamad Fityan, Nay und andere Holzblasinstrumente, Komponist